# Sångfisk
Sångfisk (Porichthys notatus) är en fiskart som beskrevs av Girard, 1854. Sångfisk ingår i släktet Porichthys och familjen paddfiskar. IUCN kategoriserar arten globalt som livskraftig. Inga underarter finns listade i Catalogue of Life. Namnet kommer av att fisken skapar läten med simblåsan.